# Часы (созвездие)
Часы́ (лат. Horologium, Hor) — длинное и тусклое созвездие южного полушария неба, расположенное к юго-востоку по отношению к южной части Эридана. Занимает на небе площадь в 248,9 квадратного градуса, содержит 35 звёзд, видимых невооружённым глазом.

## Условия наблюдения
На территории России полностью не наблюдается, небольшая часть созвездия может быть видна в южных районах. Полная видимость на широтах южнее +23°. Лучшие условия наблюдения — ноябрь.

## История
Новое созвездие. Опубликовано впервые без названия Николой Луи де Лакайлем в 1754 году, под названием Маятниковые Часы — в 1756; предложено в честь создателя маятниковых часов Гюйгенса. Название латинизировано в 1763 году. Иногда применялось также название Гороскоп.